# Voetbal Vereniging Bennekom
Il VV Bennekom è una società calcistica olandese con sede a Bennekom.

## Storia
Il club fu fondato nel 1954 da parte di alcuni giovani provenienti da De Laar, un piccolo paese a est di Bennekom. Il club fu promosso in Hoofdklasse per la prima volta nel 1974. Il Bennekom vinse due campionati nel 1981-82 e nel 1987-88, mentre nel 1980-81 e nel 1989-90 arrivò a un passo dal titolo ma in entrambi i casi perse la partita decisiva. Nel 1990-91 il club retrocesse in Eerste Klasse, ma tornò in Hoofdklasse l'anno successivo.
Il Bennekom ha vinto la KNVB beker dilettantistica del distretto est nel 1998-99 e nel 2003-04.
Nella Coppa d'Olanda 2003-2004 il Bennekom riuscì a sconfiggere i professionisti del TOP Oss nel primo turno, prima di essere eliminato dal Willem II.

## Palmarès
- Hoofdklasse Titolo di divisione:
  - Vincitore (2): 1981-82, 1987-88
- KNVB beker dilettantistica Distretto est:
  - Vincitore (2): 1998-99, 2003-04

## Giocatori celebri
- Kees van Wonderen
- Peter van Vossen